# Arcidiecéze La Plata
Arcidiecéze La Plata (latinsky Archidioecesis Platensis, španělsky Arquidiócesis de La Plata) je arcibiskupství římskokatolické církve se sídlem v argentinském městě La Plata. Jeho katedrálním kostelem je Neposkvrněného Početí. 

## Stručná historie
V roce 1897 papež Lev XIII. vyčlenil z arcidiecéze Buenos Aires část jejího teritoria a zřídil diecézi La Plata. Ta byla v roce 1934 povýšena na metropolitní arcidiecézi.